# Ayo Technology (singel Katerine)
Ayo Technology – singiel Katerine pochodzący z albumu "Overdrive".

## Informacje ogólne
Jest to cover piosenki 50 Centa zaśpiewanej z Justinem Timberalake & Timbalandem w roku 2005. Wersja Katerine została wyprodukowane przez Frank J. Muzyką i tekstem zajęli się: Tim Mosley, Justin Timberlake, oraz Curtis Jackson & Nate Hills. Piosenka pierwotnie nie miała zostać singlem, a została nagrana jedynie na składankę z coverami największych przebojów ostatnich lat. Stała się singlem, dopiero gdy niespodziewanie odniosła sukces w Polsce, ostatecznie zajmują na Polish Singles Chart 4 pozycję.

## Formaty i listy utworów singla
| #                                 | Tytuł                                   | Czas |
| --------------------------------- | --------------------------------------- | ---- |
| CDr, Single, Promo released in UK |                                         |      |
| 1.                                | "Ayo Technology" (Sir-G's Radio Mix)    | 3:15 |
| 2.                                | "Ayo Technology" (Sir-G's Extended Mix) | 4:58 |
| 3.                                | "Ayo Technology" (Sir-G's Instrumental) | 3:36 |
| CD, Maxi-Single released in Italy |                                         |      |
| 1.                                | "Ayo Technology" (Radio Edit)           | 3:36 |
| 2.                                | "Ayo Technology" (Extended)             | 5:06 |
| 3.                                | "Ayo Technology" (SR Rmx)               | 5:06 |
| 4.                                | "Ayo Technology" (DJ Rebel Rmx)         | 7:00 |
| 5.                                | "Ayo Technology" (2Dirty Remix)         | 6:07 |
| 6.                                | "Ayo Technology (Karaoke Version)       | 3:36 |
| Vinyl, 12" released in Italy      |                                         |      |
| 1.                                | "Ayo Technology" (Extended)             | 5:06 |
| 2.                                | "Ayo Technology" (2Dirty Remix)         | 6:07 |
| 3.                                | "Ayo Technology" (DJ Rebel Remix)       | 7:00 |
| 4.                                | "Ayo Technology" (SR Remix)             | 4:04 |

## Pozycje na listach i certyfikaty
| Lista przebojów (2009) | Najwyższa pozycja | Certyfikat |
| ---------------------- | ----------------- | ---------- |
| Polska                 | 4                 | -          |
| Bułgaria               | 38                | -          |

## Nagrody i nominacje
| Rok  | Kategoria                                 | Rezultat |
| ---- | ----------------------------------------- | -------- |
| 2009 | Sopot Hit Festiwal – Zagraniczny Hit Lata | Wygrana  |